# Lacconectus nepalensis
Lacconectus nepalensis är en skalbaggsart som beskrevs av Michel Brancucci 1989. Lacconectus nepalensis ingår i släktet Lacconectus och familjen dykare. Inga underarter finns listade i Catalogue of Life.